# Neuville-sur-Vannes
Neuville-sur-Vannes – miejscowość i gmina we Francji, w regionie Grand Est, w departamencie Aube.
Według danych na rok 1990 gminę zamieszkiwało 327 osób, a gęstość zaludnienia wynosiła 19 osób/km².

Ratusz w Neuville-sur-Vannes, 2009